# Здание городской управы (Тотьма)
Здание городской управы — двухэтажное кирпичное здание постройки второй половины XVIII века, расположенное в городе Тотьма Вологодской области. Памятник архитектуры федерального значения. В настоящее время используется в качестве административного здания. Адрес: Советская улица, дом № 6.

## История
Первоначально здание использовалось как жилой дом. Он был возведён во второй половине XVIII века на средства купеческого семейства Пановых — именно в этот период в Тотьме появились уникальные храмы, ставшие сегодня визитной карточкой населённого пункта.
В 1806 году дом был продан за долги Г. И. Кокореву, который через два года вновь его перепродал и получил 55 % прибыль. Здание приобрело тотемское купеческое и мещанское общество. После этой сделки в доме расположились городские присутственные места, а позже и тотемская городская управа.
При советской власти в этом здании работали продуктовый и обувной магазины, некоторое время здесь размещалось отделение сберегательного банка. Жители вспоминают, как в 1970-х годах к продовольственному магазину, размещавшемуся в здании, выстраивались огромные очереди за хлебом.

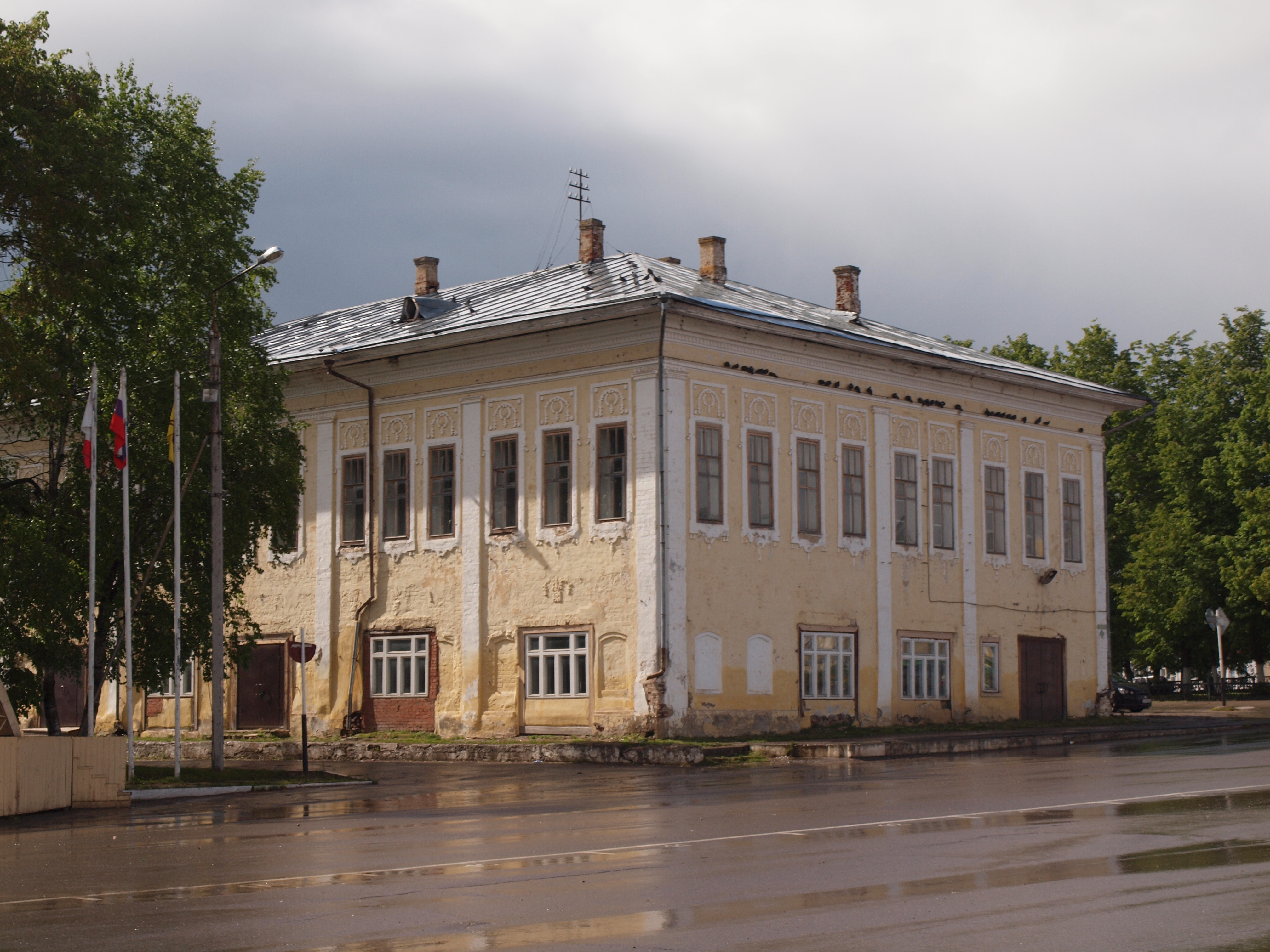
Здание вид сбоку

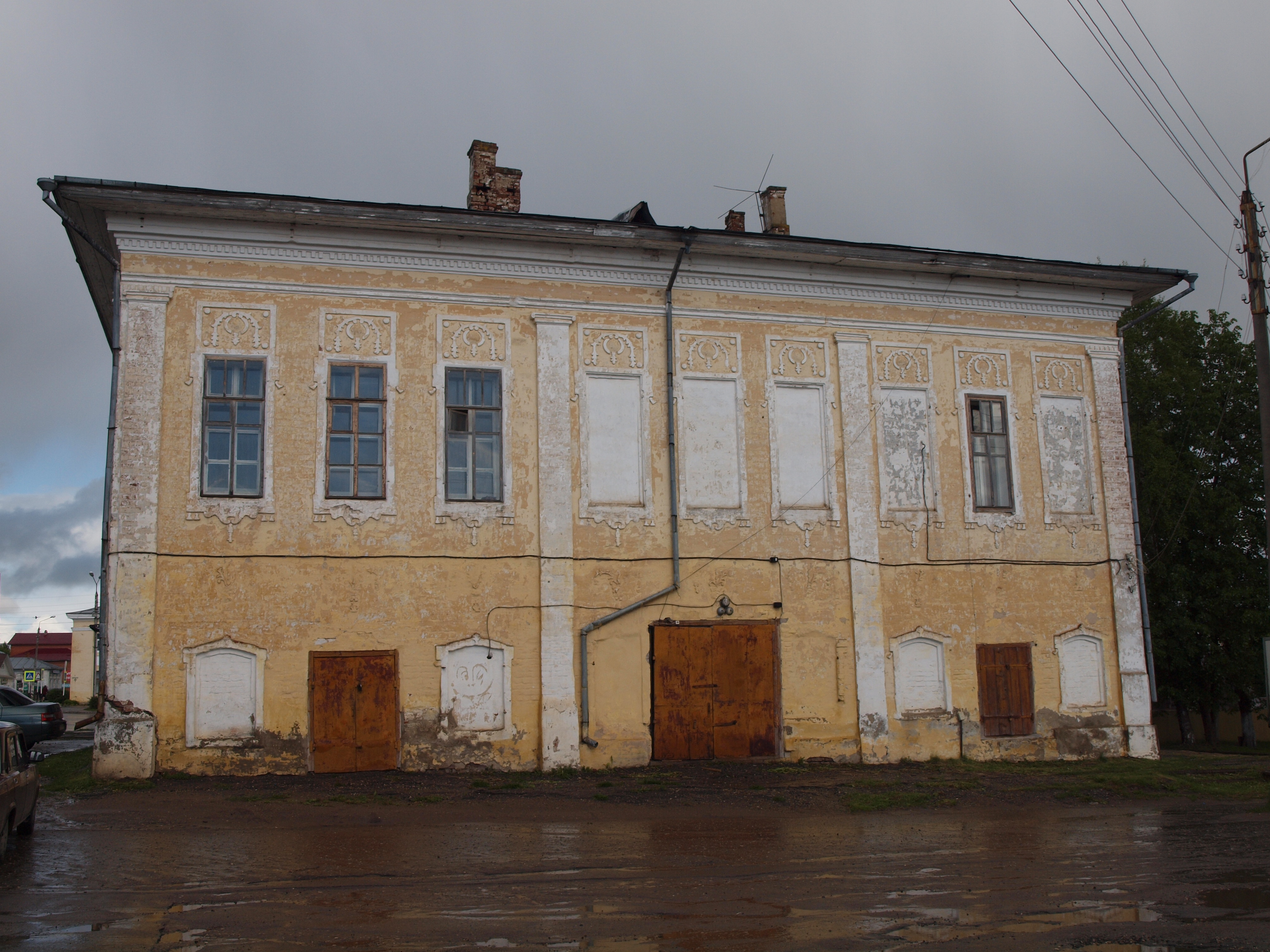
Вид со двора

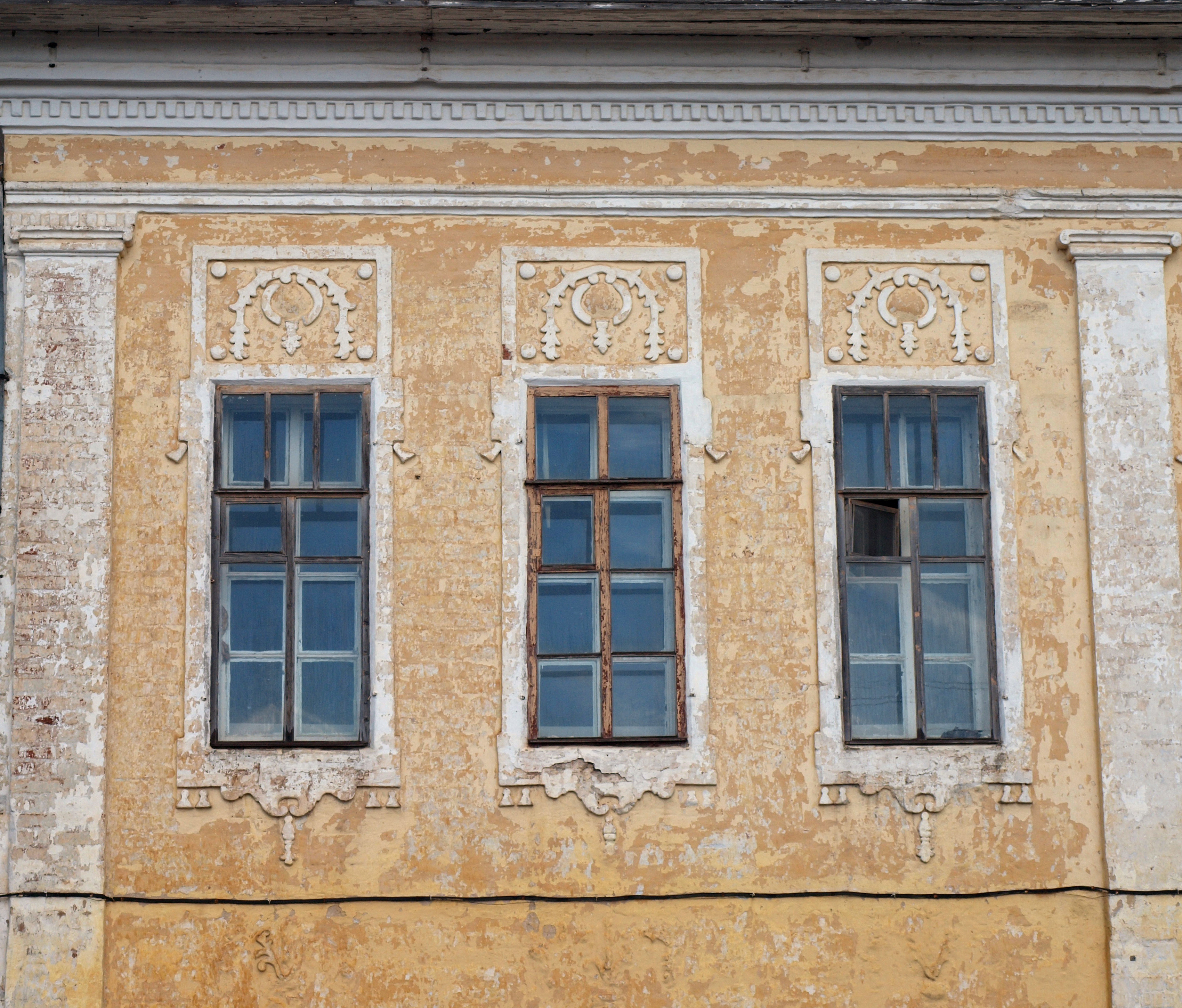
Окна

## Архитектура
Каменное двухэтажное строение находится в центре старой Торговой площади, фасадом обращено к не сохранившейся Сретенской церкви. Прямоугольное крупное сооружение из кирпича имеет сохранившийся жёлтый окрас с выделенной побелкой декора кирпича. Сводчатые покрытия, имеются ниши в стенах.
Первый этаж использовался под магазины, поэтому имеет несколько отдельных входов и индивидуальных дверей. Все помещения здания связаны между собой. На второй этаж вход устроен с северной стороны и ведёт по деревянной лестницы в коридор. Помещения второго этажа вдоль южной стороны образуют анфиладу. В толще одной из внутренних стен имеется кирпичная лестница на чердак. Толщина стен превышает один метр. Помещения второго этажа имеют высоту в пять метров. Внутренняя отделка не сохранилась. Наружные стены украшены пилястрами. Окна и ниши обоих этажей обрамляют наличники из фасонного кирпича. Кирпичный карниз, который венчает здание плавно переходит в профилированный деревянный карниз большого выноса.
В советское время многие помещения были перестроены и заложены, сооружены отдельные двери. Отопление было заменено на центральное.

## Современное состояние
В 2000-х годах здесь располагались и отделение казначейства, и офис «Севергазбанка», некоторое время работали магазины. В настоящее время здание пустует, требует ремонта и реставрационных работ.
Строение входит в ансамбль Тотемской торговой площади и в соответствии с Указом Президента Российской Федерации находится под государственной охраной.

## Документы
Указ Президента РФ от 20.02.1995 г. № 176 г. Москва. «Об утверждении Перечня объектов исторического и культурного наследия федерального (общероссийского) значения.